# Comuna de Niedźwiada
Niedźwiada (polaco: Gmina Niedźwiada) é uma gminy (comuna) na Polónia, na voivodia de Lublin e no condado de Lubartowski. A sede do condado é a cidade de Niedźwiada.
De acordo com os censos de 2004, a comuna tem 6362 habitantes, com uma densidade 66,4 hab/km².

## Área
Estende-se por uma área de 95,82 km², incluindo:
- área agricola: 76%
- área florestal: 15%

## Demografia
Dados de 30 de Junho 2004:
|                      | Total   | Total | Mulheres | Mulheres | Homens  | Homens |
| -------------------- | ------- | ----- | -------- | -------- | ------- | ------ |
|                      | pessoas | %     | pessoas  | %        | pessoas | %      |
| População            | 6362    | 100   | 3194     | 50,2     | 3168    | 49,8   |
| Densidade (pop./km²) | 66,4    | 100   | 33,3     | 33,3     | 33,1    | 33,1   |

De acordo com dados de 2002, o rendimento médio per capita ascendia a 1144,76 zł.

## Subdivisões
- Berejów, Brzeźnica Bychawska, Brzeźnica Bychawska-Kolonia, Brzeźnica Książęca, Brzeźnica Książęca-Kolonia, Brzeźnica Leśna, Górka Lubartowska, Niedźwiada, Niedźwiada-Kolonia, Pałecznica, Pałecznica-Kolonia, Tarło, Tarło-Kolonia, Zabiele, Zabiele-Kolonia.

## Comunas vizinhas
- Lubartów, Lubartów, Ostrów Lubelski, Ostrówek, Parczew, Serniki, Siemień